# فرانكلين مارتينز
فرانكلين مارتينز (بالبرتغالية: Franklin Martins‏) هو صحفي برازيلي، ولد في 10 أغسطس 1948 في فيتوريا، البرازيل في البرازيل.